# (6134) 1990 RA5
(6134) 1990 RA5 (1990 RA5, 1989 FC1, 1993 FL58) — астероїд головного поясу, відкритий 15 вересня 1990 року.
Тіссеранів параметр щодо Юпітера — 3,384.